# Psyche (Morisot)
Psyche, originele Franse titel: La Psyché, is een schilderij van de impressionistische Franse kunstschilderes Berthe Morisot (1841-1895) uit 1876, olieverf op linnen, 65 x 54 cm groot. In het werk koppelt ze het thema van een vrouw die haar toilet maakt aan het mythische motief van Psyche. Het werk is in het bezit van de Museo Nacional Thyssen-Bornemisza te Madrid.

## Context
Vrouwen die hun toilet maakten waren veelvuldig het onderwerp van Morisots schilderijen. Van de acht schilderijen die ze in 1876 maakte hadden er vier dat thema, waaronder Psyche. Samen met Jonge vrouw die haar gezicht poedert (1876) stelde ze het werk tentoon op de derde impressionistententoonstelling van 1877. Jonge vrouw die haar gezicht poedert werd tijdens de tentoonstelling gekocht door de verzamelaar en mecenas Ernest Hoschedé. Toen het later werd geveild schafte Mary Cassatt het werk aan, die sterke verwantschap voelde met Morisots thema's en stijl.

## Afbeelding
Morisots Psyche toont een jonge vrouw die naar zichzelf kijkt in een grote spiegel. Een kleedspiegel als die op het schilderij heet in het Frans een psyché. Hij is geplaatst tussen twee ramen en het hele tafereel baadt daarmee in het licht. De jonge vrouw is helemaal verzonken in de aanschouwing van zichzelf. Ze lijkt zich uit te kleden, maakt een sluiting aan de achterkant van haar korset los, een mouwtje glijdt al over haar schouder.
Zoals altijd brengt Morisot de penseelstreken uiterst losjes aan. Streepjes en spikkeltjes tekenen het patroon van de vloerbedekking. Attributen, zoals spiegel en de sofa rechts, zijn opvallend onscherp weergegeven. De grote spiegel met de hoge lijst, die door de bovenkant van het schilderij wordt afgesneden, geeft als het ware een schilderij in een schilderij te zien, eveneens in een vaagheid die doet denken aan de ballerina's van Edgar Degas.

## Psyche
Met het verlenen van de titel Psyche liet Morisot haar schilderij de puur objectieve omschrijving overstijgen. De titel is een verwijzing naar de mythe van Psyche en Amor. Psyche was zo mooi dat ze bang was dat niemand met haar durfde trouwen. De Goden hadden haar echter voorbeschikt voor een onsterfelijke God, die Amor blijkt te zijn, maar die ze als sterfelijk wezen niet mocht aanschouwen. Toen ze hem echter toch stiekem probeerde te zien verboden de Goden de verbintenis. Na een reeks van beproevingen, opgelegd door een jaloerse Venus, verviel ze in een duivelse slaap. Uiteindelijk kreeg de verliefd geworden Amor echter alsnog toestemming om haar te trouwen. Toen hij haar aanraakte met zijn pijlen onderging ze een metamorfose en werd ze opgenomen in het rijk der onsterfelijken.

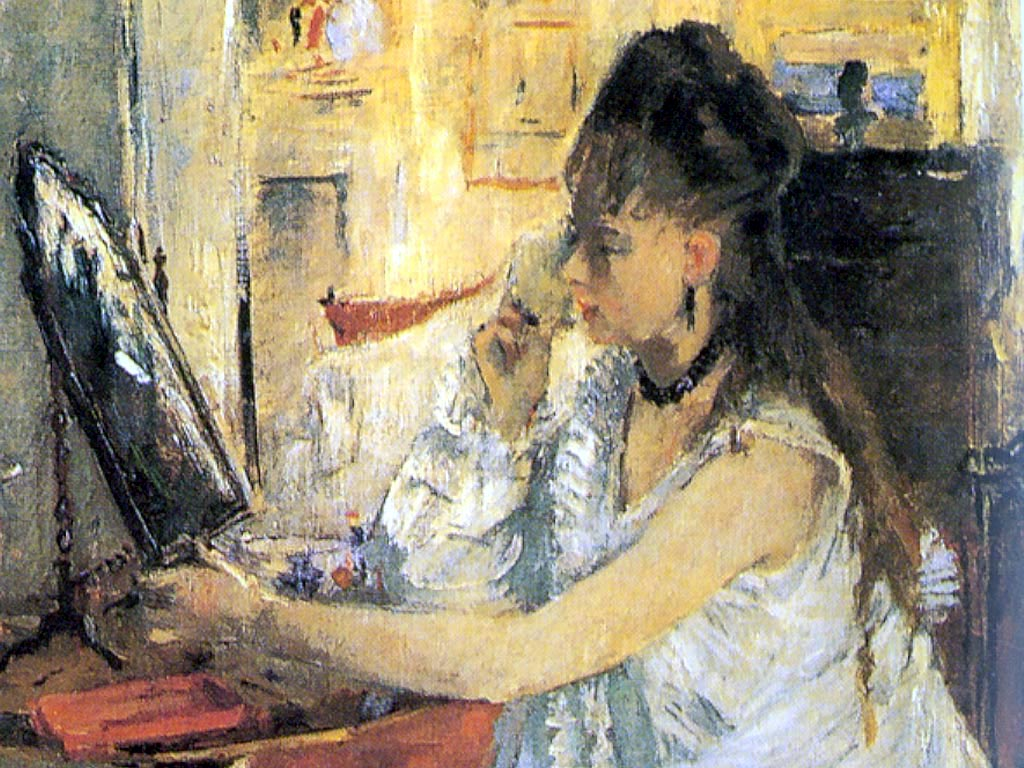
Jonge vrouw die haar gezicht poedert, samen met Psyche tentoongesteld, gekocht door Cassatt

Het symbool van Psyche en haar metamorfose was de vlinder, als zinnebeeld van de onsterfelijke maar ook onveranderlijke ziel, die van de ene gedaante in de andere overging. Vaak werd het symbool in de negentiende eeuw ook afgebeeld als een jonge vrouw met vleugels, waarvan in Morisots schilderij iets terug is te zien in de houding van de armen.

## Huwelijk
De verbinding tussen Morisots schilderij en de mythe van Psyche lijkt op het eerste gezicht ver te zoeken. De afgebeelde vrouw komt niet echt over als een figuur uit de Griekse mythologie. Ook van Amor is geen spoor te bekennen. Toch was het beeld in de tijd dat het werk geschilderd werd nauw verbonden met de maakster. Morisot was in 1874 in het huwelijk getreden met Eugène Manet, jongere broer van de kunstschilder Édouard. Daarmee was ze net aan een nieuwe fase in haar leven beginnen. Met alle macht probeerde ze het bestaan als echtgenote en later als moeder te verenigen met het kunstenaarschap, hetgeen haar veel moeite kostte.
Als in zoveel van haar werken probeert Morisot in haar werk de diepere vrouwelijke 'psyche' te treffen. Ze had de overtuiging dat vrouwelijke kunstenaars daar beter toe in staat waren dan mannen. In 1890 schreef ze in haar dagboek: 'De waarheid is dat onze kracht in het gevoel ligt, in intuïtie, in onze blik, die fijnzinniger is dan van mannen. We kunnen iets berekenen, als we maar niet alles bederven door gemaaktheid, pedanterie en sentimentaliteit. Ik zou graag willen blijven werken tot ik sterf. Ik zou willen dat anderen het me niet zo moeilijk maakten'.
Kunsthistorica Whitney Chadwick schreef in 1990 over Psyche: 'schilderijen als deze appelleren normaliter aan de conventionele associatie tussen vrouwen en spiegels en aan de notie dat ijdelheid hen 'eigen' is. Morisots schilderij daarentegen kan beschouwd worden als een voor die tijd gedurfde emancipatoire en sympathieke weergave van vrouwelijk zelfbewustzijn en ontluikende vrouwelijke seksualiteit'.